# Glenn Hughes (cantante)
Glenn M. Hughes (New York, 18 luglio 1950 – New York, 4 marzo 2001) è stato un cantante statunitense.
È noto principalmente per la sua militanza nel gruppo disco dei Village People dal 1977 al 1996, ed in cui vestiva i panni del motociclista. Uomo dotato di spirito libero, Hughes era, con Victor Willis e Ray Simpson, uno dei membri eterosessuali del gruppo.
Si ritirò dal mondo della musica nel 1996 e morì cinque anni dopo, all'età di 50 anni, a causa di un cancro ai polmoni. Fu seppellito al cimitero di Saint Charles a Long Island (NY) con indosso, come da sua specifica richiesta, il suo costume in pelle nera da motociclista.
Al momento della sua morte i giornali confusero il nome di Hughes con l'omonimo ex bassista dei Deep Purple.

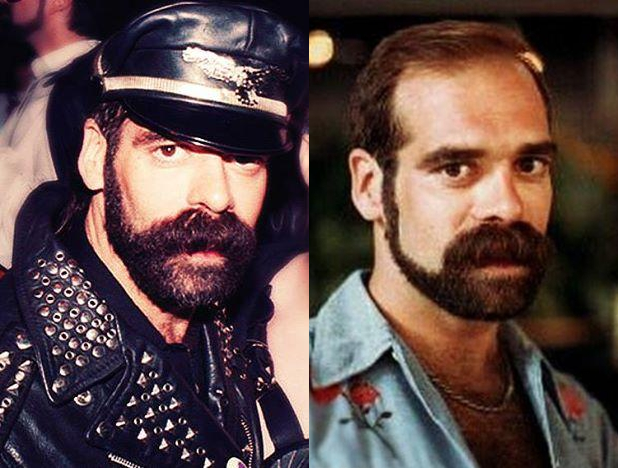
Glenn Hughes